# 高雄市左營區新光國民小學

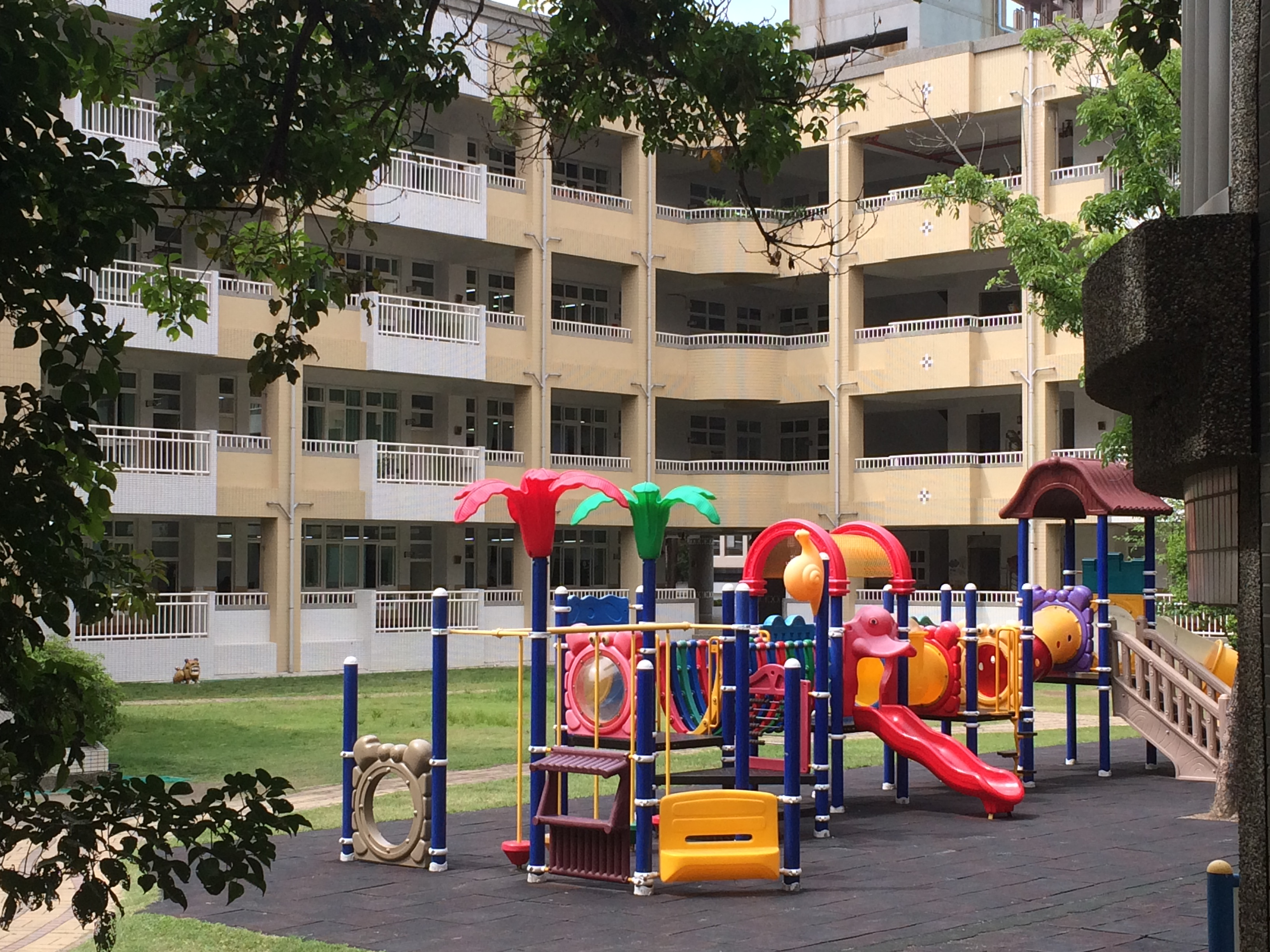
新光國小中庭校舍

高雄市左營區新光國民小學，簡稱新光國小，是位於臺灣高雄市左營區的一所國民小學，該校在2000年創辦，並於2002年8月正式開課招生。

## 沿革
2000年，時任海汕國小校長的劉麗美開始籌備新光國小，定校址於現地。2001年3月，一期校舍工程開始興建，2002年8月新光國小開始招生，由于一期校舍尚未完工，所以借用勝利國小校舍进行教学活动。2003年1月，第一期校舍完工，新光國小师生回到本校上課。2005年8月，二期校舍開始興建，並在2006年10月完工。

## 歷任校長
以下為歷任校長：
- 劉麗美（2000年8月至2006年7月）
- 李再發（2006年8月至2009年7月）
- 劉鎮寧（2009年8月至2012年2月）
- 蔡邦傑（代理，2012年2月至2012年7月）
- 王淵智（2012年8月至2020年7月）
- 張華鳳（2020年8月至今）

## 設施

### 蝴蝶園

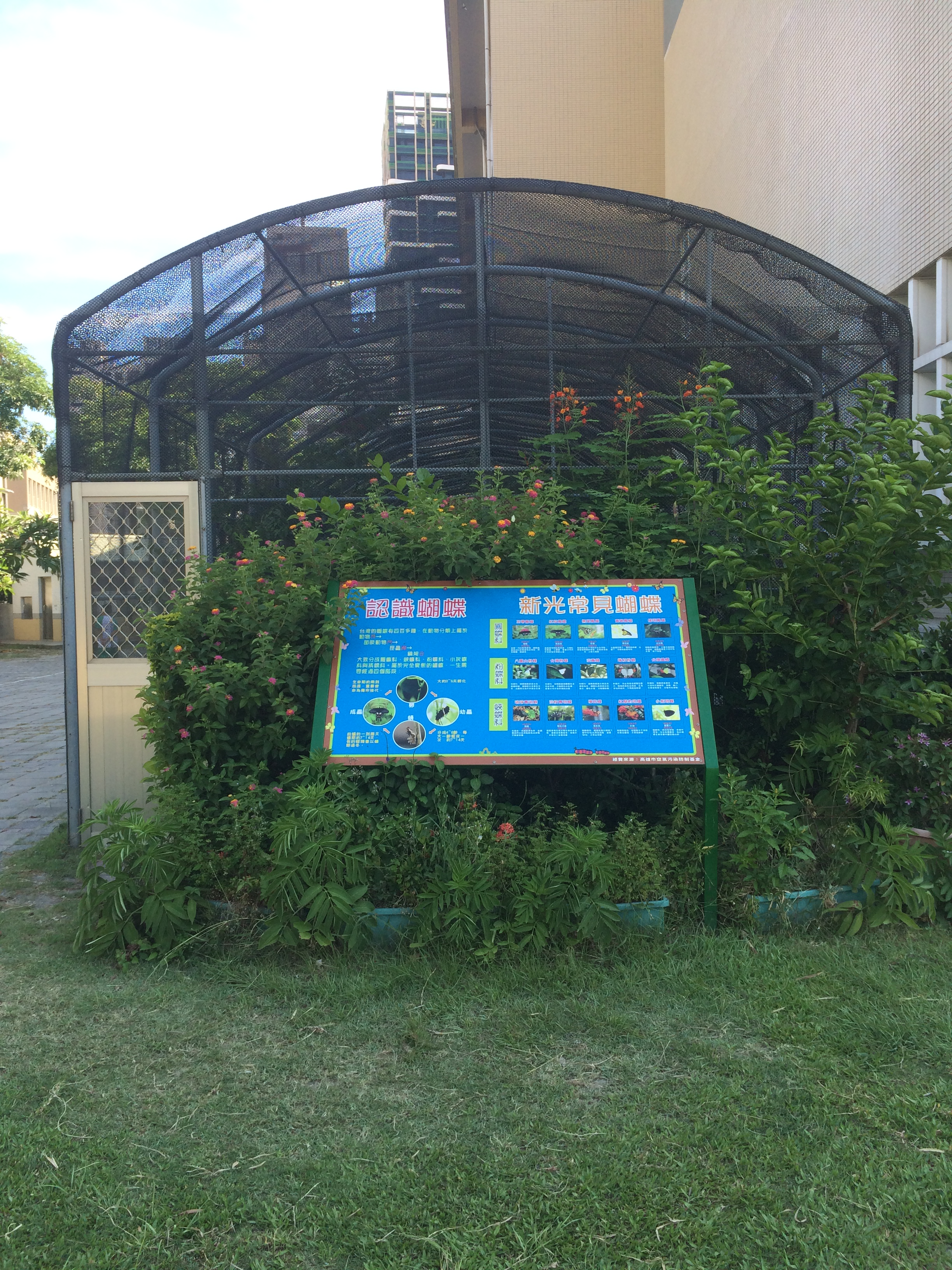
操場旁的蝴蝶園

新光國小的操場旁與勤和樓屋頂各設有一座蝴蝶園，前者於2012年興建，後者則是在2016年向高雄市政府申請經費設置。2016年10月28日，空中蝴蝶園落成啟用，時任高雄市長陳菊及議員均前往參加落成典禮，空中蝴蝶園除綠化環境，還可降低校舍溫度。

### 游泳池
該校游泳池於2013年耗資新台幣5,000萬興建，設有25公尺的游泳池一座以及SPA水療池，烤箱、蒸氣室，每年皆會例行舉辦水上運動會。

## 爭議
2013年，該校一名廖姓中年級導師被家長指控辱罵學生、對學生施暴，造成學生心理陰影，使人本教育文教基金會介入處理。

## 外部連結
- 新光國小官網